# Hysterura literataria
Hysterura literataria är en fjärilsart som beskrevs av John Henry Leech 1897. Hysterura literataria ingår i släktet Hysterura och familjen mätare. Inga underarter finns listade i Catalogue of Life.